# Agnieszka Smoczyńska
Agnieszka Smoczyńska (Breslavia, 18 maggio 1978) è una regista polacca, meglio nota per il film The Lure.

## Filmografia parziale

### Cinema
- The Lure (Córki dancingu) (2015)
- Fuga (2018)
- The Silent Twins (2022)

### Televisione
- 1983 – serie TV, episodio 1x07 (2018)
- Warrior Nun – serie TV, episodi 1x03-1x04 (2020)